# Aksel Sandemose
Aksel Sandemose (Nykøbing Mors, 19 marzo 1899 – Copenaghen, 5 agosto 1965) è stato uno scrittore norvegese.

## Biografia
Nato da padre danese e madre norvegese, ha vissuto negli Stati Uniti, in Canada e nelle Antille, prima di trasferirsi nel 1930 in Norvegia. Qui rimase fino al 1941, quando fu costretto a trasferirsi in Svezia per sfuggire alle rappresaglie compiute dai nazisti nei confronti della resistenza norvegese. Ritornò in Norvegia solo dopo la guerra.
Oltre a dedicarsi alla scrittura, Aksel Sandemose è stato professore e giornalista ma anche marinaio in Terranova.
Nei suoi romanzi il motivo psicologico si mescola con quello poliziesco mediante un linguaggio simbolico-mitico che si arricchisce talora di sfumature satiriche.
Formulò il concetto di Legge di Jante.

## Opere
- 1923 Fortællinger fra Labrador
- 1924 Ungdomssynd
- 1924 Mænd fra Atlanten
- 1924 Storme ved jævndøgn
- 1927 Klabavtermanden
- 1928 Ross Dane
- 1931 En sjømann går i land
- 1932 Klabautermannen
- 1933 En flyktning krysser sitt spor
- 1936 Vi pynter oss med horn
- 1939 September
- 1945 Tjærehandleren
- 1946 Det svundne er en drøm
- 1949 Alice Atkinson og hennes elskere
- 1950 En palmegrønn øy
- 1958 Varulven
- 1960 Murene rundt Jeriko
- 1961 Felicias bryllup
- 1963 Mytteriet på barken Zuidersee

Titoli in italiano
- Il mercante di catrame (tit. orig.: "Tjærehandleren", 1945), Iperborea, 2000 ISBN 88-7091-086-5